# Liste der Nummer-eins-Hits in Norwegen (1968)
Diese Liste enthält alle Nummer-eins-Hits in Norwegen im Jahr 1968. Es gab in diesem Jahr elf Nummer-eins-Singles und neun Nummer-eins-Alben.
| Singles | Alben |
| --- | --- |
| - The Beatles – Hello, Goodbye - 5 Wochen (51/1967 – 3/1968) - Anna-Lena Löfgren – Lyckliga gatan - 12 Wochen (4/1968 – 15/1968) - Cliff Richard – Congratulations - 9 Wochen (16/1968 – 24/1968) - The Union Gap feat. Gary Puckett – Young Girl - 6 Wochen (25/1968 – 30/1968) - Gunnar Wicklund – Vi skal gå hand i hand - 3 Wochen (31/1968 – 33/1968) - Nancy Sinatra & Dean Martin – Things - 2 Wochen (34/1968 – 35/1968) - Inger Lise Rypdal – Romeo og Julie - 3 Wochen (36/1968 – 38/1968) - The Beatles – Hey Jude - 6 Wochen (39/1968 – 44/1968) - Mary Hopkin – Those Were The Days - 2 Wochen (45/1968 – 46/1968) - Gluntan – Langs hver en vei - 1 Woche (47/1968) - Inger Lise Rypdal – Fru Johnsen - 9 Wochen (48/1968 – 4/1969) | - Sven-Ingvars – Bästa - 7 Wochen (51/1967 – 5/1968, insgesamt 11 Wochen) - Lill Lindfors – Du är den ende - 3 Wochen (6/1968 – 8/1968, insgesamt 8 Wochen; → 1967) - Sven-Ingvars – Bästa - 1 Woche (9/1968, insgesamt 11 Wochen) - Anna-Lena Löfgren – Lyckliga gatan - 3 Wochen (10/1968 – 12/1968) - Sven-Ingvars – Bästa - 3 Wochen (13/1968 – 15/1968, insgesamt 11 Wochen) - Lill Lindfors – Du är den ende - 3 Wochen (16/1968 – 18/1968, insgesamt 8 Wochen) - Verschiedene Interpreten – The Best Of Country & Western - 2 Wochen (19/1968 – 20/1968, insgesamt 14 Wochen) - Lill Lindfors – Du är den ende - 1 Woche (21/1968, insgesamt 8 Wochen) - Verschiedene Interpreten – The Best Of Country & Western - 12 Wochen (22/1968 – 33/1968, insgesamt 14 Wochen) - Engelbert – A Man Without Love - 6 Wochen (34/1968 – 39/1968) - Tom Jones – Delilah - 2 Wochen (40/1968 – 41/1968) - Ole Ivars – Ole Ivars - 7 Wochen (42/1968 – 48/1968) - Lill Lindfors – Kom i min värld - 1 Woche (49/1968) - The Beatles – The Beatles (White Album) - 9 Wochen (50/1968 – 6/1969) |
| | |

Siehe auch: Nummer-eins-Hits 1968 in  Australien, Belgien, Deutschland, Finnland, Frankreich, Irland, Italien, Japan, Neuseeland, den Niederlanden, Österreich, der Schweiz, Spanien, den Vereinigten Staaten und im Vereinigten Königreich.